# جایزه شعر گریفین
جایزه شعر گریفین (به انگلیسی: Griffin Poetry Prize) سخاوتمندانه‌ترین جایزه شعر کشور کانادا است.
این جایزه که در سال ۲۰۰۰ از سوی اسکات گریفین تاجر با همکاری شاعرانی چون مارگارت آتوود و مایکل اونداتیه راه‌اندازی شده، از شاعران متعددی تجلیل کرده‌است.
جایزه شعر «گریفین» به عنوان مهمترین جایزه شعر کانادا در دو بخش شعر کانادا و شعر بین‌الملل که به انگلیسی سروده شده، هر سال برترین چهره‌ها را انتخاب و به هر یک جایزه ۶۵ هزار دلاری این رقابت را اهدا می‌کند. این در حالی‌ست که هر یک از راه یافتگان به بخش نهایی یک چک ۱۰ هزار دلاری به عنوان جایزه دریافت می‌کند.

## سال ۲۰۱۲
در سال ۲۰۱۲، کن باب استاک از تورنتو و دیوید هارسنت از بریتانیا به عنوان برندگان امسال جایزه شعر گریفین در دو بخش شعر ملی و شعر بین‌المللی به ارزش ۶۵ هزار دلار انتخاب شدند.
باب استاک این جایزه را برای مجموعه شعری‌اش با عنوان «هچت متدیست» دریافت کرد. هارسنت نیز این جایزه را برای مجموعه شعری اش با عنوان «شب» برنده شد.
در بخش بین‌المللی نیز دیوید هارسنت شاعر بریتانیایی نفر نخست شد.
گروه داوری ۳ نفره این رقابت با بررسی ۴۸۱ کتاب از ۳۷ کشور که ۱۹ اثر ترجمه شده را نیز در برمی گرفت، این نامزدها را برگزیدند.